# Nazionale maschile di calcio a 5 della Nigeria
La nazionale maschile di calcio a 5 della Nigeria è, in senso generale, una qualsiasi delle selezioni nazionali di calcio a 5 della NFA che rappresentano la Nigeria nelle varie competizioni ufficiali o amichevoli riservate alle squadre nazionali. Lo sviluppo della disciplina nel Paese è relativamente recente: al campionato mondiale 1992, l'unico finora disputato, la Nigeria convocò una rosa composta interamente da giocatori di calcio.

## Statistiche

### Campionato mondiale
| Anno   | Luogo         | Piazzamento      | Pd | V | N | P | GF | GS |
| ------ | ------------- | ---------------- | -- | - | - | - | -- | -- |
| 1989   | Paesi Bassi   | Non invitata     | -  | - | - | - | -  | -  |
| 1992   | Hong Kong     | 1º turno         | 3  | 0 | 0 | 3 | 7  | 15 |
| 1996   | Spagna        | Non partecipante | -  | - | - | - | -  | -  |
| 2000   | Guatemala     | Non partecipante | -  | - | - | - | -  | -  |
| 2004   | Taipei cinese | Non partecipante | -  | - | - | - | -  | -  |
| 2008   | Brasile       | Non qualificata  | -  | - | - | - | -  | -  |
| 2012   | Thailandia    | Non partecipante | -  | - | - | - | -  | -  |
| 2016   | Colombia      | Non partecipante | -  | - | - | - | -  | -  |
| 2020   | Lituania      | Non partecipante | -  | - | - | - | -  | -  |
| 2024   | Uzbekistan    | Non partecipante | -  | - | - | - | -  | -  |
| Totale |               |                  | 3  | 0 | 0 | 3 | 7  | 15 |

### Campionato africano
| Anno   | Luogo        | Piazzamento      | Pd | V | N | P | GF | GS |
| ------ | ------------ | ---------------- | -- | - | - | - | -- | -- |
| 1996   | Egitto       | Non partecipante | -  | - | - | - | -  | -  |
| 2000   | Egitto       | Non partecipante | -  | - | - | - | -  | -  |
| 2004   | Africa       | Non partecipante | -  | - | - | - | -  | -  |
| 2008   | Libia        | 1º turno         | 4  | 1 | 1 | 2 | 9  | 12 |
| 2011   | Burkina Faso | Non disputato    | -  | - | - | - | -  | -  |
| 2016   | Sudafrica    | Ritirata         | -  | - | - | - | -  | -  |
| 2020   | Marocco      | Non partecipante | -  | - | - | - | -  | -  |
| 2024   | Marocco      | Non partecipante | -  | - | - | - | -  | -  |
| Totale |              |                  | 4  | 1 | 1 | 2 | 9  | 12 |

## Tutte le rose
Coppa del Mondo di calcio a 5 FIFA 19921 Gbenga Olonisakin, 2 Bawa Abdullahi, 3 Abiodun Idowu, 4 Tunde Ikhidero, 5 Michael Onyemachara, 6 Innocent Ozurumba, 7 Ahmed Usman, 8 Stephen Abarowei, 9 Ademola Johnson, 10 Chinedu Obi, 11 Christian Obi, 12 William Okpara, CT: Olatunde Disu